# Cataclysme plurilinearia
Cataclysme plurilinearia là một loài bướm đêm trong họ Geometridae.